# 乌普兰斯韦斯比市镇
乌普兰斯韦斯比市镇（瑞典語：Upplands Väsby kommun）是瑞典中东部斯德哥尔摩省的一个市镇。该市治所位于乌普兰斯韦斯比，共有35,977位居民（2005年）。
在1952年的市镇改革中，埃德（Ed）、弗雷斯塔（Fresta）与哈马尔比（Hammarby）三个乡村市镇合并，建立了新的乌普兰斯韦斯比市镇。新市镇的名称来自一处围绕着火车站发展而成的定居点。

## 图廊

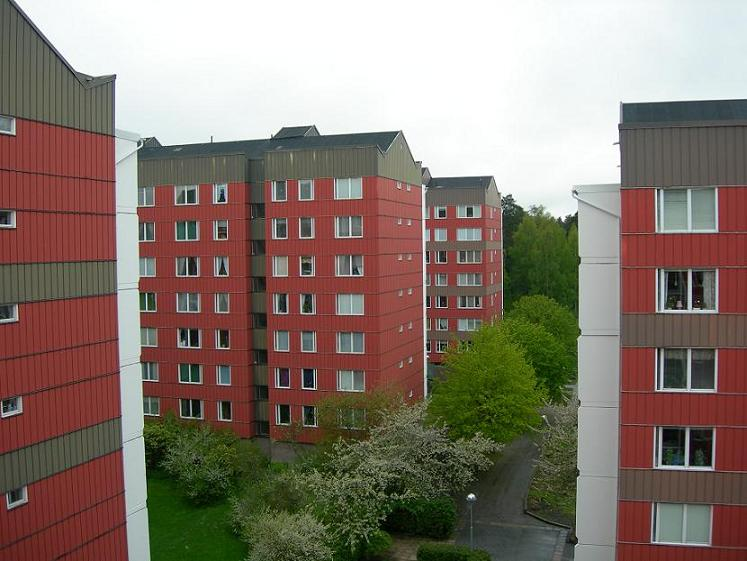
乌普兰斯韦斯比市镇
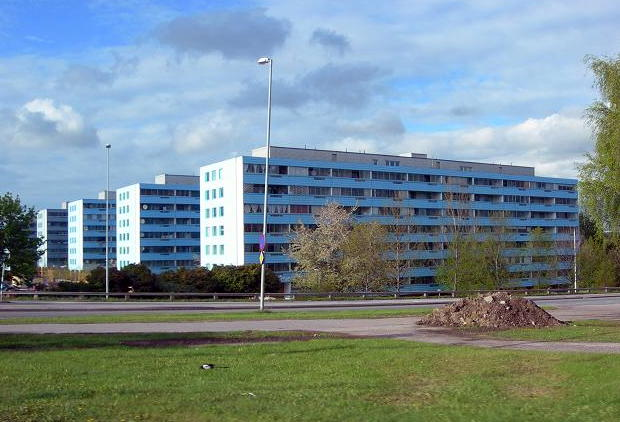
乌普兰斯韦斯比市镇